# Dicranomyia brevigladia
Dicranomyia brevigladia är en tvåvingeart som först beskrevs av Alexander 1962.  Dicranomyia brevigladia ingår i släktet Dicranomyia och familjen småharkrankar.
Artens utbredningsområde är Bolivia. Inga underarter finns listade i Catalogue of Life.